# Elezioni regionali in Veneto del 1975
Le elezioni regionali in Veneto del 1975 si sono tenute il 15 e 16 giugno.
Conseguentemente al censimento del 1971, il Consiglio ottenne 10 nuovi seggi.

## Risultati elettorali
| Liste                                                  | Voti      | %     | Seggi |
| ------------------------------------------------------ | --------- | ----- | ----- |
| Democrazia Cristiana (DC)                              | 1.338.338 | 48,02 | 31    |
| Partito Comunista Italiano (PCI)                       | 636.627   | 22,84 | 14    |
| Partito Socialista Italiano (PSI)                      | 357.189   | 12,81 | 8     |
| Partito Socialista Democratico Italiano (PSDI)         | 175.539   | 6,30  | 3     |
| Movimento Sociale Italiano - Destra Nazionale (MSI-DN) | 105.372   | 3,78  | 2     |
| Partito Repubblicano Italiano (PRI)                    | 69.347    | 2,49  | 1     |
| Partito Liberale Italiano (PLI)                        | 63.518    | 2,28  | 1     |
| Democrazia Proletaria (DP)                             | 41.384    | 1,48  | -     |
| Totale                                                 | 2.787.314 |       | 60    |

| Riepilogo dei seggi | Riepilogo dei seggi | Riepilogo dei seggi | Riepilogo dei seggi | Riepilogo dei seggi | Riepilogo dei seggi | Riepilogo dei seggi |
| ------------------- | ------------------- | ------------------- | ------------------- | ------------------- | ------------------- | ------------------- |
|                     |                     |                     |                     |                     |                     |                     |
| PCI                 | 14                  | ▲ 5                 |                     | PSI                 | 8                   | ▲ 3                 |
| PSDI                | 3                   | ━                   |                     | PRI                 | 1                   | ━                   |
| DC                  | 31                  | ▲ 3                 |                     | PLI                 | 1                   | ▼ 1                 |
| MSI-DN              | 2                   | ▲ 1                 |                     | PSIUP               | 0                   | ▼ 1                 |

## Consiglieri eletti
| Collegio | Lista                                         | Eletto                    |
| -------- | --------------------------------------------- | ------------------------- |
| Venezia  | Democrazia Cristiana                          | Marino Cortese            |
|          | Democrazia Cristiana                          | Giancarlo Gambaro         |
|          | Democrazia Cristiana                          | Luigi Tartari             |
|          | Democrazia Cristiana                          | James Siviero             |
|          | Partito Comunista Italiano                    | Aldo Camponogara          |
|          | Partito Comunista Italiano                    | Spartaco Marangoni        |
|          | Partito Comunista Italiano                    | Alfredo Tonini            |
|          | Partito Comunista Italiano                    | Carlo Maria Santoro       |
|          | Partito Socialista Italiano                   | Sergio Perulli            |
|          | Partito Socialista Italiano                   | Cesare Tomasetig          |
|          | Partito Socialista Democratico Italiano       | Carlo Franchini           |
|          | Movimento Sociale Italiano - Destra Nazionale | Antonino Parisi           |
| Belluno  | Democrazia Cristiana                          | Felice Dal Sasso          |
|          | Democrazia Cristiana                          | Adolfo Molinari           |
|          | Partito Comunista Italiano                    | Tullio Bettiol            |
|          | Partito Socialista Italiano                   | Gaetano Pigozzo           |
| Padova   | Democrazia Cristiana                          | Nello Beghin              |
|          | Democrazia Cristiana                          | Gianfranco Cremonese      |
|          | Democrazia Cristiana                          | Antonio Ramigni           |
|          | Democrazia Cristiana                          | Adriano Zoccarato         |
|          | Democrazia Cristiana                          | Giancarlo Rampi           |
|          | Democrazia Cristiana                          | Fabio Gasperini           |
|          | Partito Comunista Italiano                    | Domenico Ceravolo         |
|          | Partito Comunista Italiano                    | Rosetta Molinari          |
|          | Partito Comunista Italiano                    | Giovanni Menon            |
|          | Partito Socialista Italiano                   | Corrado De Nicola         |
|          | Partito Liberale Italiano                     | Giuseppe Greggio          |
| Rovigo   | Democrazia Cristiana                          | Ottavio Meneghetti        |
|          | Democrazia Cristiana                          | Giulio Fausto Veronese    |
|          | Partito Comunista Italiano                    | Walter Galasso            |
| Treviso  | Democrazia Cristiana                          | Gilberto Battistella      |
|          | Democrazia Cristiana                          | Pietro Feltrin            |
|          | Democrazia Cristiana                          | Mario Ulliana             |
|          | Democrazia Cristiana                          | Lino Nervo                |
|          | Democrazia Cristiana                          | Antonio Marta             |
|          | Partito Comunista Italiano                    | Lino Botteon              |
|          | Partito Comunista Italiano                    | Renato Donazzon           |
|          | Partito Socialista Italiano                   | Bruno Marchetti           |
|          | Partito Socialista Democratico Italiano       | Mario Riccamboni          |
|          | Partito Repubblicano Italiano                 | Francesco Scattolin       |
| Verona   | Democrazia Cristiana                          | Edoardo Battizzocco       |
|          | Democrazia Cristiana                          | Carlo Delaini             |
|          | Democrazia Cristiana                          | Giovanni Battista Melotto |
|          | Democrazia Cristiana                          | Giulio Pasini             |
|          | Democrazia Cristiana                          | Angelo Tomelleri          |
|          | Democrazia Cristiana                          | Pierino Nichele           |
|          | Partito Comunista Italiano                    | Enzo Corticelli           |
|          | Partito Comunista Italiano                    | Floridio Soave            |
|          | Partito Socialista Italiano                   | Fausto Chincarini         |
|          | Partito Socialista Italiano                   | Benito Pavoni             |
|          | Partito Socialista Democratico Italiano       | Guido Dorizzi             |
|          | Movimento Sociale Italiano - Destra Nazionale | Angelo Savoia             |
| Vicenza  | Democrazia Cristiana                          | Franco Borgo              |
|          | Democrazia Cristiana                          | Francesco Guidolin        |
|          | Democrazia Cristiana                          | Luigi Rigon               |
|          | Democrazia Cristiana                          | Giuseppe Sbalchiero       |
|          | Democrazia Cristiana                          | Luciano Righi             |
|          | Democrazia Cristiana                          | Pietro Fabris             |
|          | Partito Comunista Italiano                    | Roberto Scalabrin         |
|          | Partito Socialista Italiano                   | Vittorio Sandri           |